# Jakub Kaczmarek
Jakub Kaczmarek (* 27. September 1993 in Kalisz) ist ein polnischer Radrennfahrer.

## Sportlicher Werdegang
Von 2013 bis 2016 fuhr Kaczmarek für das Team Wibatech-Brzeg und das CCC Team, ohne zählbare Erfolge in seinen Palmares zu haben. Zur Saison 2018 wechselte er zu seinem aktuellen Team. Erst nach zwei weiteren Jahren erzielte er bei der Tour of Szeklerland mit einem Etappensieg und der Gesamtwertung seine ersten Erfolge. In kurzem Abstand folgten weitere Erfolge bei Banja Luka-Belgrad 2020, der Rumänien-Rundfahrt und der CCC Tour-Grody Piastowskie 2021. In der Saison 2022 entschied er die Gesamtwertung von Belgrad-Banja Luka für sich.

## Erfolge
2020
- Gesamtwertung und eine Etappe Banja Luka-Belgrad
- Gesamtwertung, eine Etappe und Bergwertung Tour of Szeklerland

2021
- Gesamtwertung Rumänien-Rundfahrt
- eine Etappe CCC Tour-Grody Piastowskie

2022
- Gesamtwertung, eine Etappe und Mannschaftszeitfahren Belgrad-Banja Luka

2024
- Mannschaftszeitfahren Tour de Kurpie